# محطة قطار لانجويث-وايل ثورنس
محطة قطار لانجويث-وايل ثورنس (بالإنجليزية: Langwith-Whaley Thorns railway station)‏‏ هي محطة قطار  في المملكة المتحدة، تُشغلها قطارات إيست ميدلاند. افتُتحت هذه المحطة في مايو 1998، ويبلغ عدد مسارات أرصفتها 2.